# James C. Needham

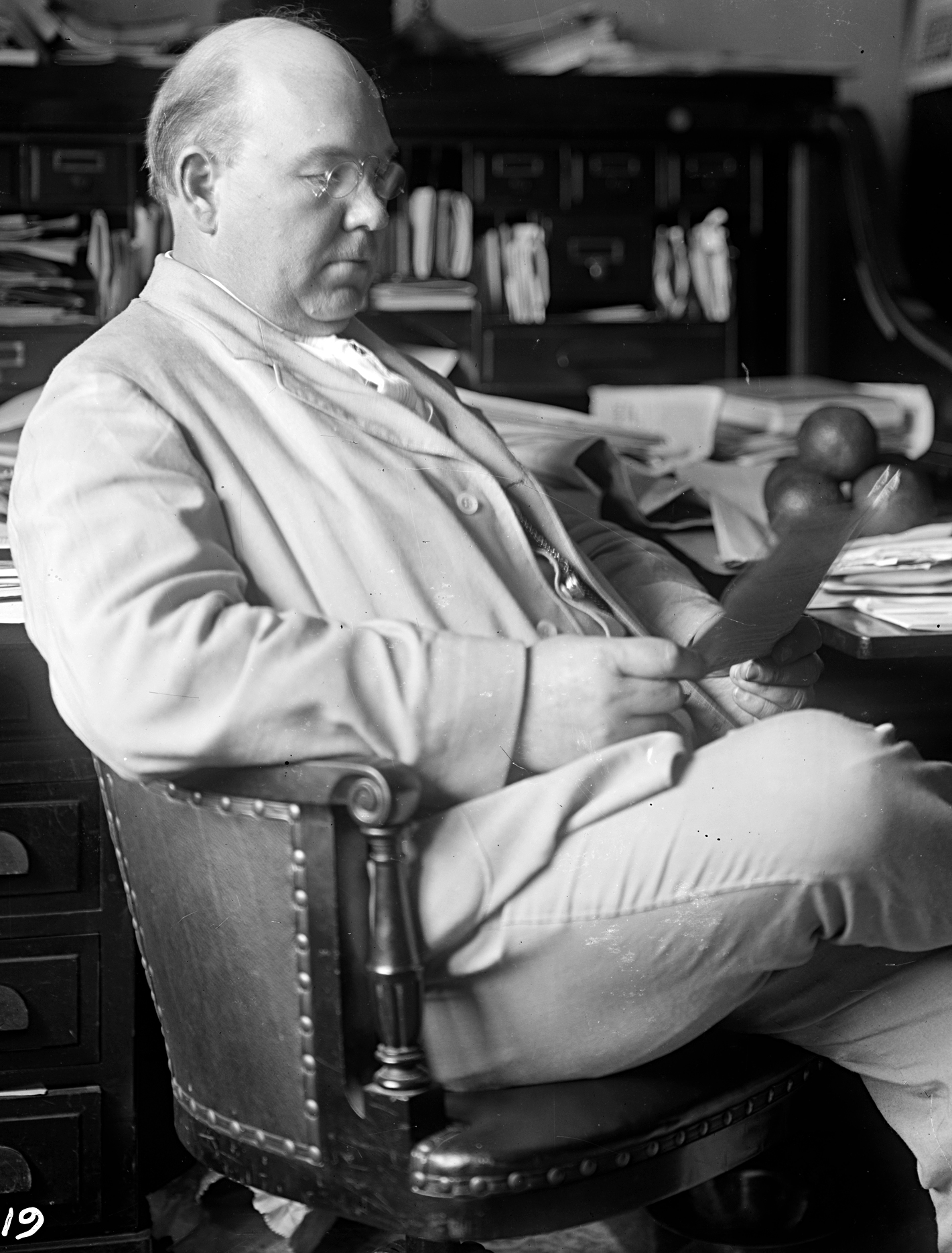
James C. Needham (1912)

James Carson Needham (* 17. September 1864 in Carson City, Nevada; † 11. Juli 1942 in Modesto, Kalifornien) war ein US-amerikanischer Politiker. Zwischen 1899 und 1913 vertrat er den Bundesstaat Kalifornien im US-Repräsentantenhaus.

## Werdegang
Noch in seinem Geburtsjahr kam James Needham mit seinen Eltern nach Mayfield in Kalifornien, wo er später die öffentlichen Schulen besuchte. Danach studierte er bis 1886 an der University of the Pacific in San José. Danach war er für einige Zeit beim Kriegsministerium in Washington, D.C. angestellt. Nach einem anschließenden Jurastudium an der University of Michigan in Ann Arbor und seiner 1889 erfolgten Zulassung als Rechtsanwalt begann er in Modesto in diesem Beruf zu arbeiten. Gleichzeitig schlug er als Mitglied der Republikanischen Partei eine politische Laufbahn ein. Im Jahr 1890 kandidierte er erfolglos für den Senat von Kalifornien.
Bei den Kongresswahlen des Jahres 1989 wurde Needham im siebten Wahlbezirk von Kalifornien in das US-Repräsentantenhaus in Washington gewählt, wo er am 4. März 1899 die Nachfolge von Curtis H. Castle antrat. Nach sechs Wiederwahlen konnte er bis zum 3. März 1913 sieben Legislaturperioden im Kongress absolvieren. Seit 1903 vertrat er dort als Nachfolger von James McLachlan den sechsten Distrikt seines Staates. Im Jahr 1912 wurde er nicht wiedergewählt. Nach dem Ende seiner Zeit im US-Repräsentantenhaus praktizierte James Needham bis 1916 als Anwalt in San Diego. Danach kehrte er nach Modesto zurück, wo er bis 1919 weiterhin juristisch tätig war. Zwischen 1919 und 1935 fungierte er als Richter am Superior Court of California. Er starb am 11. Juli 1942 in Modesto.